# Glasgow (Kentucky)
Glasgow es una ciudad ubicada en el condado de Barren en el estado estadounidense de Kentucky. En el Censo de 2010 tenía una población de 14028 habitantes y una densidad poblacional de 348,76 personas por km².

## Geografía
Glasgow se encuentra ubicada en las coordenadas 37°0′17″N 85°55′33″O / 37.00472, -85.92583. Según la Oficina del Censo de los Estados Unidos, Glasgow tiene una superficie total de 40.22 km², de la cual 40.01 km² corresponden a tierra firme y (0.53%) 0.21 km² es agua.

## Demografía
Según el censo de 2010, había 14028 personas residiendo en Glasgow. La densidad de población era de 348,76 hab./km². De los 14028 habitantes, Glasgow estaba compuesto por el 86.11% blancos, el 7.98% eran afroamericanos, el 0.12% eran amerindios, el 0.76% eran asiáticos, el 0.19% eran isleños del Pacífico, el 2.13% eran de otras razas y el 2.7% pertenecían a dos o más razas. Del total de la población el 4.35% eran hispanos o latinos de cualquier raza.

## Personas notables
- Diane Sawyer (n. 1945), presentadora de televisión;